# Rubik giáo sư

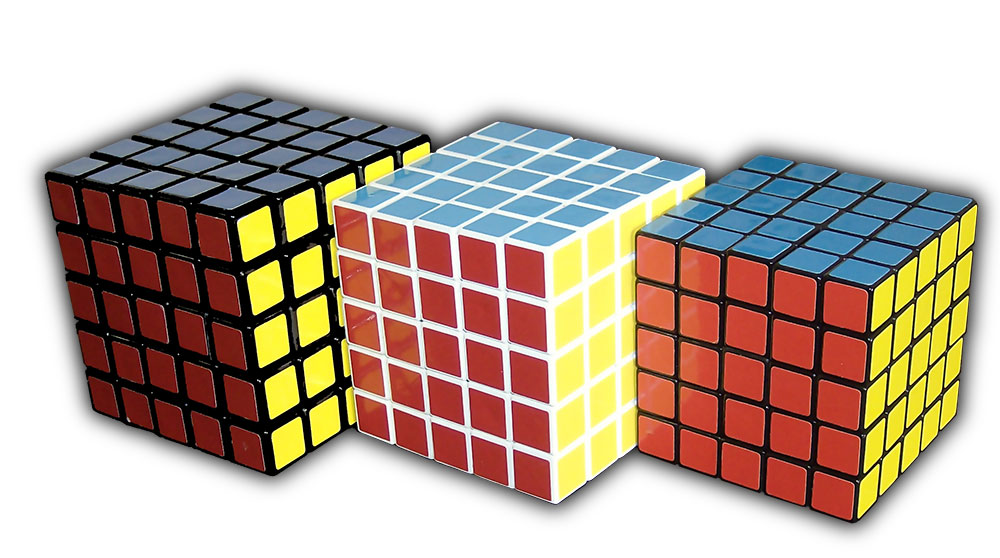
Các phiên bản chính của Rubik giáo sư

Rubik giáo sư là phiên bản 5×5×5 của Lập phương Rubik. Đây được coi như phiên bản mở rộng và nâng cấp các tính năng của Rubik tiêu chuẩn và Rubik báo thù khi nó có cả tâm cố định lẫn khối tâm có thể di chuyển.
Cái tên Rubik giáo sư là do Barnes và Noble đặt ra, tuy nhiên tên chính thức lại được đặt ra bởi Meffert.

## Cấu tạo

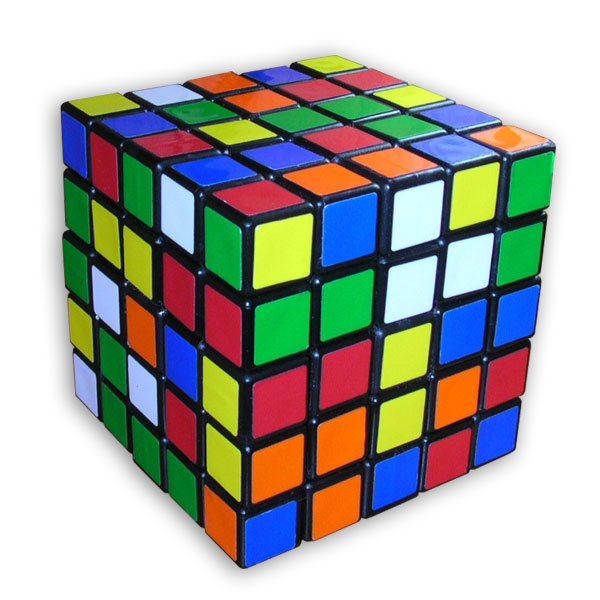
Rubik giáo sư bị xáo trộn

Rubik giáo sư có tổng cộng 8 khối đỉnh, 36 khối cạnh trong đó có 12 tâm cạnh, 54 khối tâm trong đó có 6 tâm diện cố định. Tám khối đỉnh cùng 12 tâm cạnh và 6 tâm diện đó lập nên một khung 3×3×3.

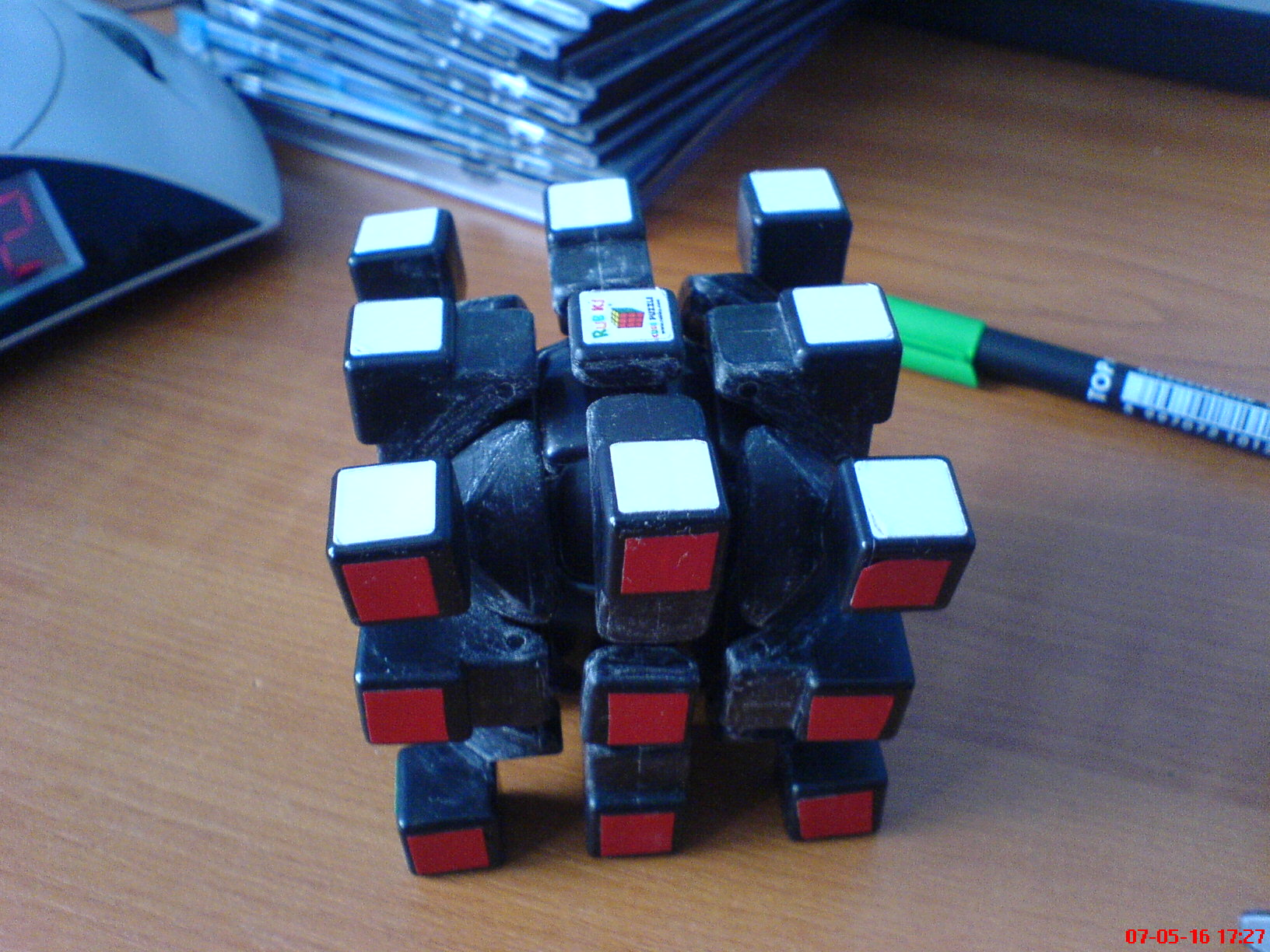
Khung 3×3×3 của Rubik giáo sư

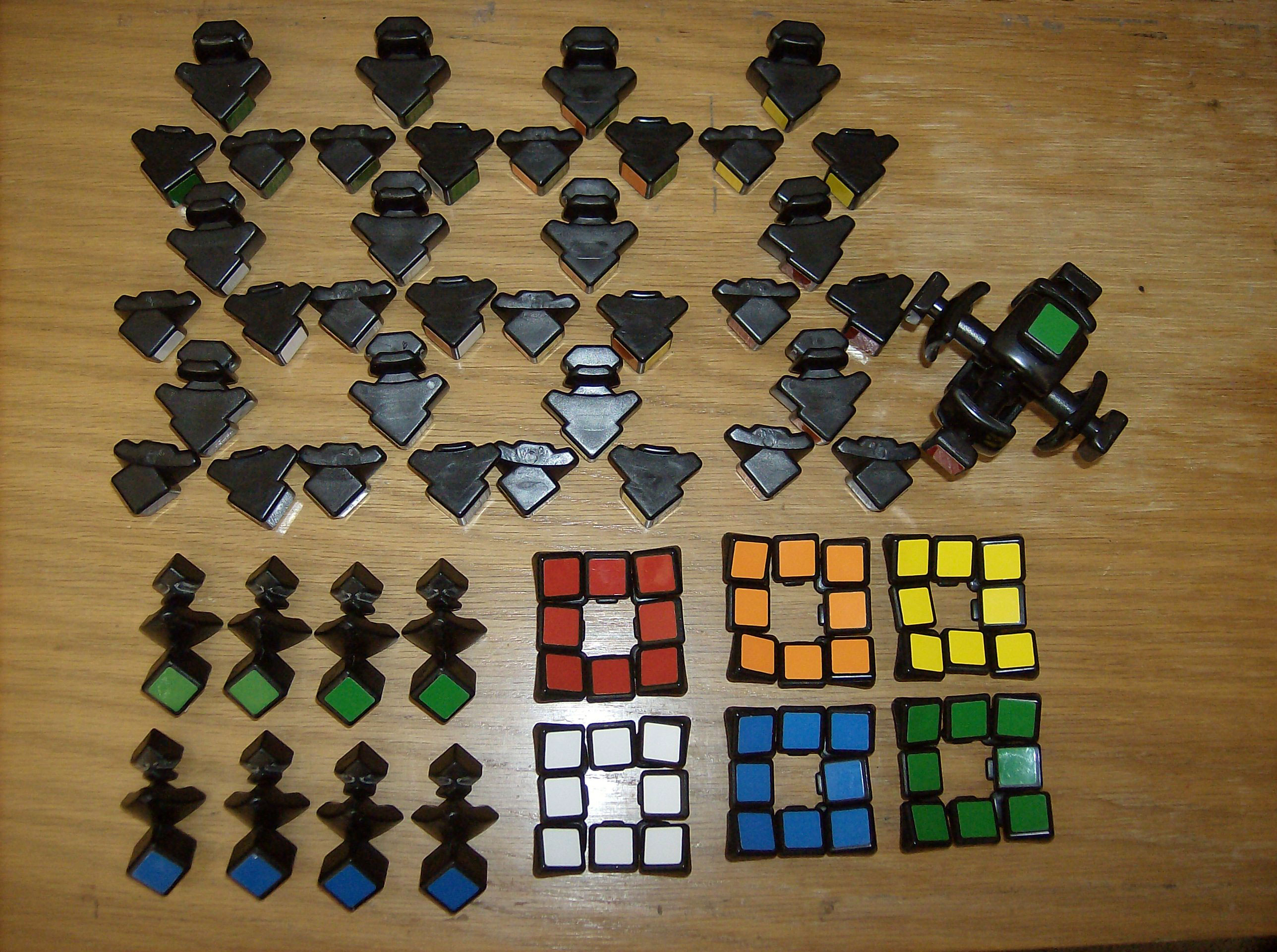
Khai triển phiên bản đầu

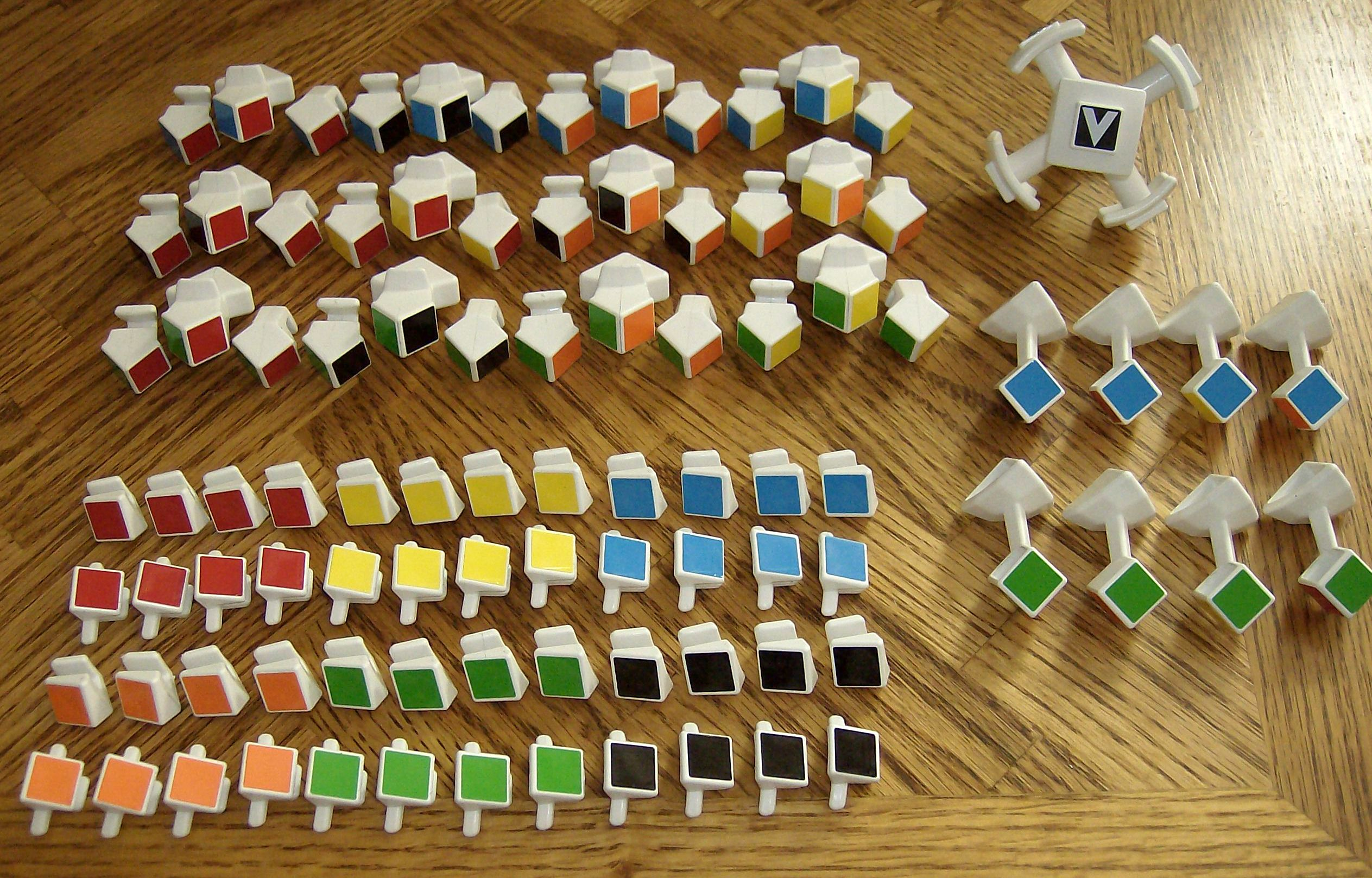
Khai triển V-Cube

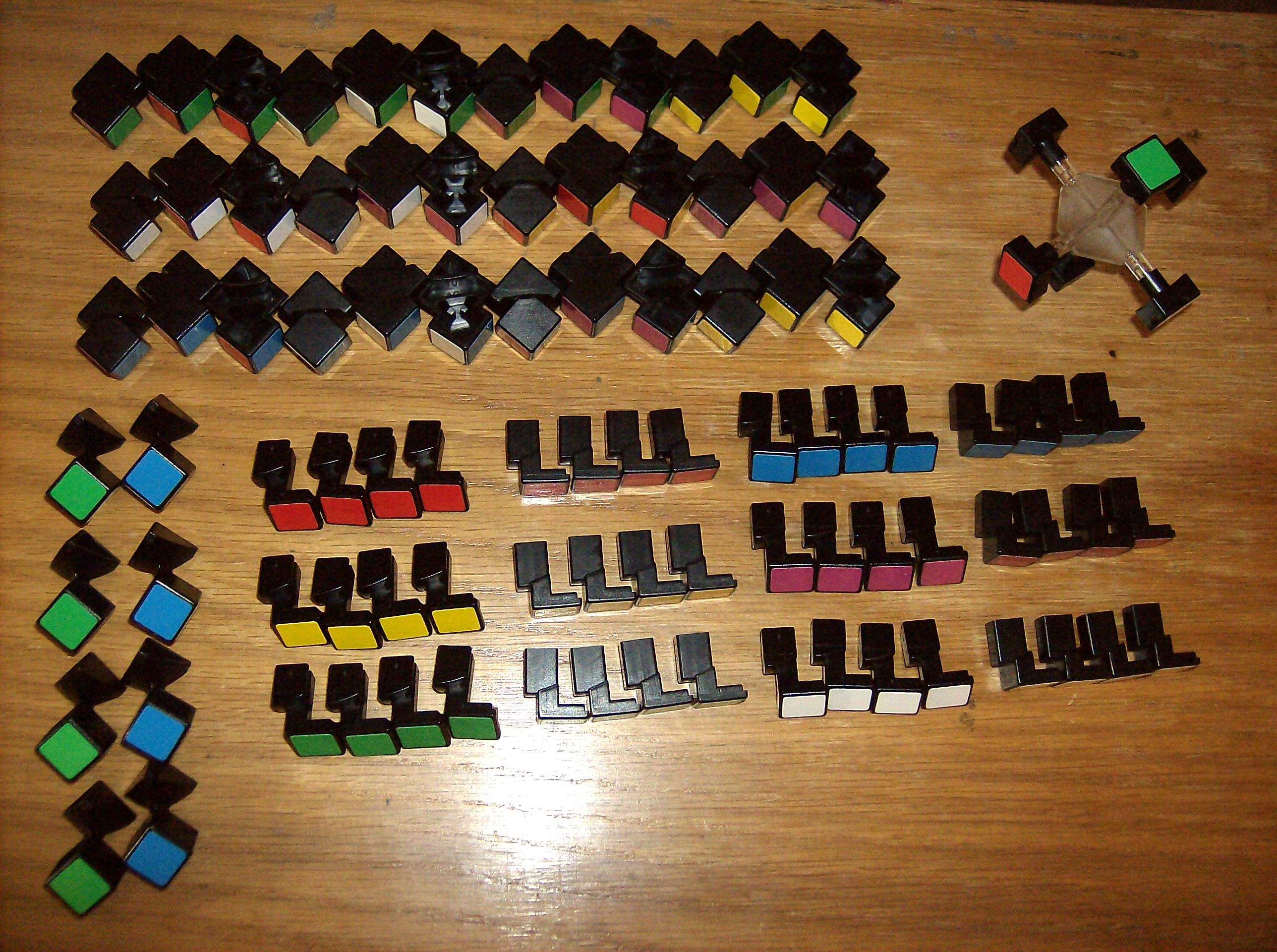
Khai triển của phiên bản Eastsheen

Phiên bản đầu tiên của Udo Krell thực chất là mở rộng bề trong của Lập phương Rubik và gắn thêm khối nhỏ mới vào. Nó có tính ổn định không cao và dễ bị vỡ khi xoay nhanh.
Cơ chế của Rubik giáo sư của Eastsheen và V-Cube 5 là gần giống nhau. Theo đó các khối tâm sẽ tựa vào nhau và vào tâm diện, các khối cạnh dựa vào nhau và vào khối tâm, khối đỉnh dựa vào khối cạnh. Nhờ đó mà khối xoay nhanh hơn và đúng các mặt với nhau

## Số hoán vị
Như mọi Rubik khác thì 8 khối đỉnh tạo ra 8!×37 hoán vị. Mười hai tâm cạnh sẽ tạo ra 12!/2 × 211 hoán vị (xem Lập phương Rubik).
48 khối tâm di động sẽ được chia làm 2 nhóm 24 có quỹ đạo riêng biệt, mỗi nhóm có 4 khối một màu, tạo ra 24!/(4!6) hoán vị, tổng lại tạo ra 24!2/(4!12) hoán vị. 24 khối cạnh còn lại bất đối nên tạo ra 24! hoán vị.
Tổng số hoán vị sẽ là:
{\displaystyle {\frac {8!\times 3^{7}\times 12!\times 2^{11}\times 24!^{3}}{4!^{12}\times 2}}\approx 2.83\times 10^{74}}
Con số đầy đủ là 282 870 942 277 741 856 536 180 333 107 150 328 293 127 731 985 672 134 721 536 000 000 000 000 000 hoán vị.
Nếu như có một khối tâm có logo thì nó sẽ tạo ra 4 hướng riêng biệt nên phải nhân số hoán vị lên 4 lần.

## Cách giải
Các cách giải của Rubik tiêu chuẩn hoàn toàn có thể áp dụng được cho Rubik giáo sư nếu như giải các khối tâm và cạnh thành đồng nhất. Tuy nhiên đô một số thủ thuật giải cạnh từ Rubik báo thù có thể áp dụng được.

## Kỷ lục
Max Park (Hoa Kỳ) hiện là kỷ lục gia giải Rubik giáo sư với thành tích là 32.60 giây thành tích đơn và 35.94 giây thành tích trung bình tại giải UCSD Winter 2023.